# Герб Апатитов
Герб муниципального образования город Апатиты с подведомственной территорией Мурманской области Российской Федерации — является официальным символом муниципального образования город Апатиты с подведомственной территорией Мурманской области как муниципального образования.
Герб Муниципального образования город Апатиты с подведомственной территорией утверждён решением № 787 Совета депутатов город Апатиты 25 июня 2013 года.
Герб внесён в Государственный геральдический регистр Российской Федерации под регистрационным номером 8734.

## Описание и обоснование символики
Геральдическое описание (блазон) гласит:
В четверочастном червлёном, дважды золотом и лазоревом поле, поверх деления — серебряная звезда о четырёх длинных и четырёх коротких лучах попеременно; в 1-й четверти — золотая головка колоса поверх пламенеющего солнца (без изображения лица) того же металла; в 4-й четверти — золотая открытая книга, обремененная лазоревыми горняцкими молотками накрест.Положение о Гербе муниципального образования город Апатиты с подведомственной территорией Мурманской области
Серебряная звезда в виде «Розы ветров» — символ первооткрывателей и романтиков, геологов и туристов, характеризует молодой город Апатиты как город, находящийся всё время в пути, в развитии, в поиске. Серебряная (белая) звезда своим цветом визуально указывает на название реки, на берегах которой расположен город, а также то, что город расположен за Полярным кругом, в северных широтах. Город расположен (до 1966 г. — поселок) на Кольском полуострове между озером Имандра (на гербе символически представлено лазоревым квадратом) и горным массивом Хибины (красный квадрат) на левом берегу реки Белая. Поселок возник в 1935 году в связи с открытием и разработкой Хибинских месторождений апатито-нефелиновых руд (золотые квадраты поля герба).
Город Апатиты географически расположен за Полярным кругом, где долгую полярную ночь сменяет короткое, долгожданное лето. Потому в жизни города большое значение имеет Солнце. Солнце на гербе города — символ его процветания и большого научного будущего.
Колосок, поверх солнца, символически отражает то, что город Апатиты исторически является сельскохозяйственным центром Мурманской области. На территории муниципального образования развиваются такие направления как птицеводство и животноводство. На территории муниципального образования расположена Полярная опытная станция Государственного научного учреждения Всероссийский научно-исследовательский институт растениеводства имени Н. И. Вавилова Российской академии сельскохозяйственных наук
Большой вклад в развитие всего Кольского полуострова, и в том числе города Апатиты, внёс академик А. Е. Ферсман, ученик великого русского учёного В. И. Вернадского. Академик А. Е. Ферсман был выдающимся минералогом, геохимиком и крупным организатором советской науки. Единственный памятник академику А. Е. Ферсману в России установлен в 1980-годы в городе Апатиты. А рядом с памятником находится единственный в России «Геологический парк», где монолитные глыбы представляют основные минералы Хибинских гор. Все это символически отражено в гербе города перекрещенными геологическими молотками. Молотки также отражают и все промышленные предприятия города.
Раскрытая книга — символизирует научный потенциал города Апатиты, являющегося научным центром Мурманской области. В городе Апатиты расположен Кольский научный центр Российской Академии наук, в состав которого входят 9 научно-исследовательских институтов.
Червлень (красный цвет) — символ труда, мужества, жизнеутверждающей силы, красоты и праздника.
Золото — символ высшей ценности, величия, богатства, урожая.
Лазурь — символ возвышенных устремлений, искренности, преданности, возрождения.
Серебро — символ чистоты, открытости, божественной мудрости, примирения.

## История

### Первый герб
2 октября 1973 года решением исполком городского Совета депутатов трудящихся (протокол № 3) был утверждён первый герб Апатитов, который имел следующее описание:
Поле щита разделено золотой розой ветров. В первом червленом поле золотые колос, химическая колба и солнце; в четвёртом лазуревом поле силуэт обогатительной фабрики и северное сияние. Второе и четвёртое поле золотые.
Фигуры в поле щита символизировали науку и олицетворяют апатит, добываемый в Хибинах.
Автор первого герба был местный художник Николай Владимирович Владимиров.

### Новое время
В 2012 году официально зарегистрировать первый герб города и внести его в государственный геральдический регистр России не удалось, так как из-за многочисленных несоответствий основным правилам геральдики (характерных, впрочем для практически всех гербов и эмблем советского времени) герб требовал геральдической доработки.
В начале 2013 года «Союз геральдистов России» доработал первый герб Апатитов и 25 июня 2013 года он был утверждён местными властями муниципального образования в качестве официального герба.
В настоящее время документы для официальной регистрации и внесения герба в государственный геральдический регистр России переданы в Геральдический совет при Президенте Российской Федерации.